# Малиновка (Хабаровский край)
Мали́новка — село в Хабаровском районе Хабаровского края. Входит в состав Восточного сельского поселения. Население по данным 2011 года — 145 человек.

## География
Стоит вблизи автотрассы Хабаровск — Комсомольск-на-Амуре. Спутник села Восточное.

## История
Дата образования 1 октября 1927 года.
В 1969 г. указом президиума ВС РСФСР селение 15 километр Сарапульского шоссе переименовано в село Малиновка.
В «Списке населенных мест Дальневосточного края 1926 года» имеются сведения, что деревня Малиновка относилась к Калининскому району Хабаровского округа. Дата основания не указана.
По анкетным данным, предоставленным для редакции Дальневосточной энциклопедии 1930 года, деревня Малиновка Советского района Хабаровского округа основана в 1927 году. Местное название деревни – Мухтуку.

## Население
| 1992 | 2002 | 2010 | 2011 | 2012 | 2021 |
| ---- | ---- | ---- | ---- | ---- | ---- |
| 148  | ↘134 | ↗145 | →145 | ↗152 | ↗197 |

## Экономика
- Сельскохозяйственные предприятия Хабаровского района.
- В окрестностях села находятся садоводческие общества хабаровчан.
- В окрестностях села находятся воинские части.